# Drowning Pool
Drowning Pool ist eine US-amerikanische Rockband aus Dallas, Texas. Der Name stammt vom gleichnamigen Film, welcher in den 1970er Jahren im Kino lief. Ihre Lieder wurden mehrmals von der WWE für Themes verwendet. Der Band wird gelegentlich eine undistanzierte Rolle gegenüber dem US-Militär vorgeworfen.

## Bandgeschichte

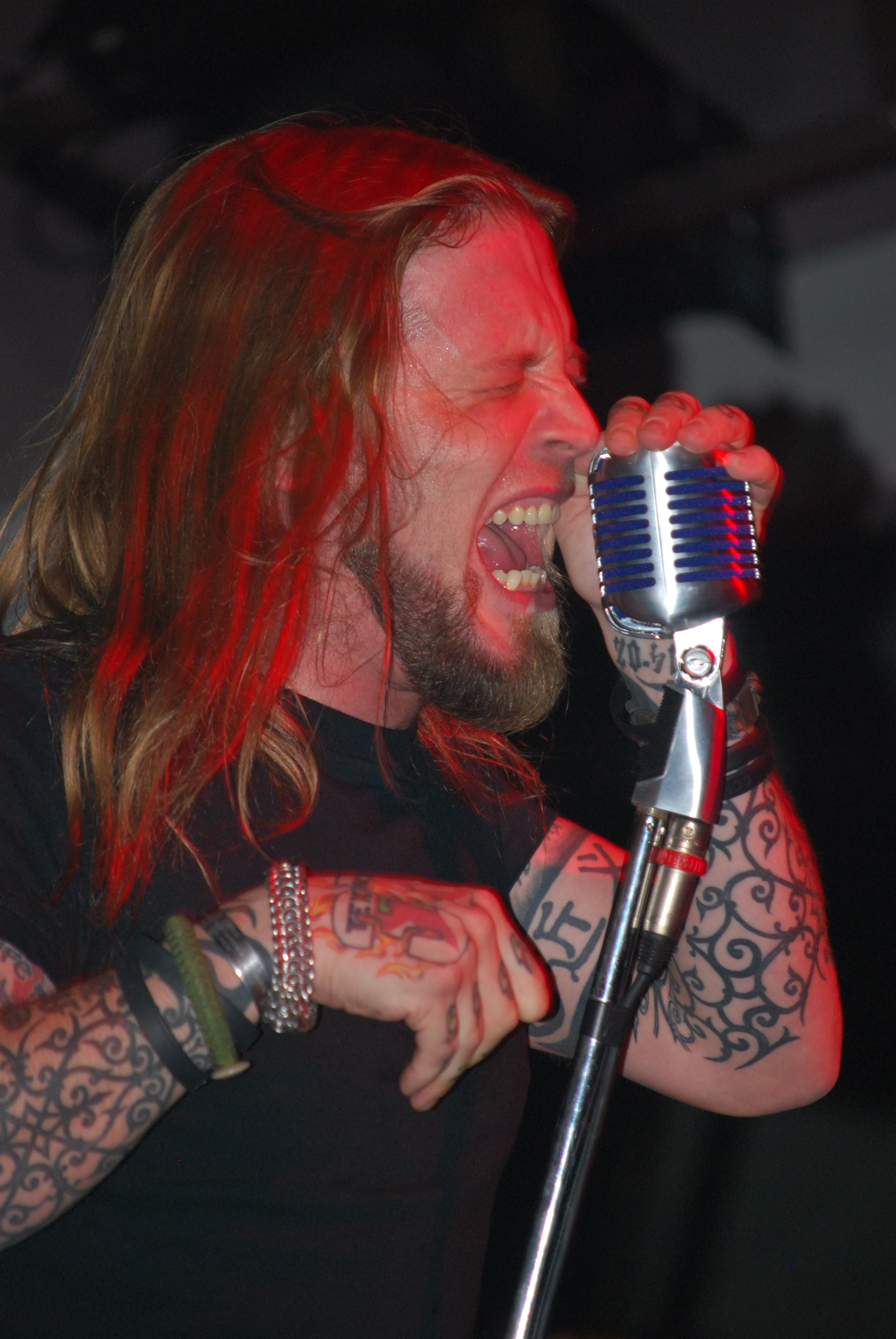
Sänger Ryan McCombs (2010)

Drowning Pool, gegründet in Texas, nahmen Mitte der 1990er Jahre verschiedene Demobänder auf. Der Band Sevendust fiel eines davon in die Hände. Daraufhin tourten diese mit Drowning Pool durch Amerika. Auch Kittie und Hed PE nehmen die Band als Vorgruppe in Anspruch. Dann wurde Jay Baumgardner, der Produzent von Orgy und Papa Roach, auf Drowning Pool aufmerksam. Mitte 2002 wurde Sänger Dave Williams tot im Tourbus aufgefunden. Er starb an einer Herzmuskelschwäche. Jason „Gong“ Jones wurde sein Nachfolger. Im Juni 2005 stieg Jason Jones nach nur einem Album wieder aus. Sein Nachfolger wurde Ryan McCombs, der 2004 die Rockband SOiL verließ, um mehr Zeit mit seiner Familie zu verbringen. Nach einem Jahr Pause machte er jedoch mit der Musik weiter und schloss sich 2005 Drowning Pool an. Am 7. August 2007 erschien das erste Album mit McCombs, Full Circle.
Es folgte ihr selbst-betiteltes viertes Studioalbum, welches am 27. April 2010 erschien. Bereits am 9. Februar wurde die Single Feel Like I Do veröffentlicht, als zweite Single des Albums folgte Turn So Cold.
Berühmt wurde die Band vor allem durch die Songs Rise Up, der als Musik von SmackDown verwendet wurde und Bodies, der als Musik von ECW verwendet wurde. Am 11. November 2011 verließ Frontmann Ryan McCombs die Band und kehrte zur Hardrock-Band SOiL zurück. Am 26. Juli 2012 wurde der vakante Platz als Sänger mit Jasen Moreno besetzt, Moreno ist bereits der vierte Sänger der Band in ihrer Geschichte.
Am 17. März 2023 verkündete die Band, dass Jasen Moreno die Band wieder verlassen hat und dafür Ryan McCombs zurückkehrt, der bereits zwei Alben mit der Band aufgenommen hat.

## Rolle im Irak-/Afghanistankrieg
Insbesondere der Song Bodies avancierte zur inoffiziellen Hymne des Irakkrieges. Unter anderem sind YouTube-Videos amerikanischer Soldaten mit Szenen aus Bagdad mit dem Song unterlegt. Auch der Song Soldiers genießt große Popularität bei der Truppe und die Band wird häufig auf Militärbasen und zu Truppenbesuchen/Truppenbetreuung eingeladen. Von der Rolle als Macher des „Soundtrack für den Irakkrieg“, ihrer Nähe zum US-amerikanischen Militär und einer möglichen Vereinnahmung durch dieses hat sich die Band nie distanziert.
Wie auch Musik von Metallica oder Britney Spears wurde Bodies 2003 zumindest einmal zur Folter des Guantanamo-Häftlings Ould Slahi verwendet, wie dieser nach seiner Entlassung bestätigte. Ein Live-Auftritt der Band in der Guantanamo Bay Naval Base sorgte daher im Juli 2017 für harsche Kritik an der Navy.

## Diskografie

### Studioalben
| Jahr | Titel Musiklabel                 | Höchstplatzierung, Gesamtwochen, AuszeichnungChartplatzierungen (Jahr, Titel, Musiklabel, Platzierungen, Wochen, Auszeichnungen, Anmerkungen) | Höchstplatzierung, Gesamtwochen, AuszeichnungChartplatzierungen (Jahr, Titel, Musiklabel, Platzierungen, Wochen, Auszeichnungen, Anmerkungen) | Anmerkungen                                              |
| Jahr | Titel Musiklabel                 | UK | US | Anmerkungen                                              |
| ---- | -------------------------------- | --- | --- | -------------------------------------------------------- |
| 2001 | Sinner Wind-Up Records           | UK70 Silber · (3 Wo.)UK | US14 Platin · (50 Wo.)US | Erstveröffentlichung: 5. Juni 2001 Verkäufe: + 1.060.000 |
| 2004 | Desensitized Wind-Up Records     | UK66 (1 Wo.)UK | US17 (10 Wo.)US | Erstveröffentlichung: 20. April 2004                     |
| 2007 | Full Circle Eleven Seven Music   | — | US64 (4 Wo.)US | Erstveröffentlichung: 7. August 2007                     |
| 2010 | Drowning Pool Eleven Seven Music | — | US35 (3 Wo.)US | Erstveröffentlichung: 27. April 2010                     |
| 2013 | Resilience Eleven Seven Music    | — | US72 (1 Wo.)US | Erstveröffentlichung: 9. April 2013                      |
| 2016 | Hellelujah eOne Music            | — | — | Erstveröffentlichung: 5. Februar 2016                    |
| 2022 | Strike a Nerve eOne Music        | — | — | Erstveröffentlichung: 29. September 2022                 |

### Weitere Alben
- 1999: Drowning Pool (Demo)
- 2000: Pieces of Nothing (EP)
- 2002: Sinema (Videoalbum)
- 2009: Loudest Common Denominator (Livealbum)

### Singles
| Jahr | Titel Album          | Höchstplatzierung, Gesamtwochen, AuszeichnungChartplatzierungen (Jahr, Titel, Album, Platzierungen, Wochen, Auszeichnungen, Anmerkungen) | Höchstplatzierung, Gesamtwochen, AuszeichnungChartplatzierungen (Jahr, Titel, Album, Platzierungen, Wochen, Auszeichnungen, Anmerkungen) | Anmerkungen                                              |
| Jahr | Titel Album          | UK | US | Anmerkungen                                              |
| ---- | -------------------- | --- | --- | -------------------------------------------------------- |
| 2001 | Bodies Sinner        | UK34 Gold · (2 Wo.)UK | US— PlatinUS | Erstveröffentlichung: 14. Mai 2001 Verkäufe: + 1.430.000 |
| 2002 | Tear Away Sinner     | UK65 (2 Wo.)UK | — | Erstveröffentlichung: 30. April 2002                     |
| 2004 | Step Up Desensitized | UK79 (1 Wo.)UK | — | Erstveröffentlichung: 22. Juni 2004                      |

Weitere Singles
- 2002: Sinner
- 2004: Love and War
- 2005: Killin’ Me
- 2007: Soldiers
- 2007: Enemy
- 2008: 37 Stitches
- 2009: White Trash Circus
- 2009: Shame
- 2010: Feel Like I Do
- 2010: Turn so Cold
- 2011: Let the Sin Begin
- 2012: In Memory of...
- 2012: Saturday Night
- 2013: One Finger and a Fist
- 2015: By the Blood
- 2015: Snake Charmer
- 2016: Hell to Pay

### Beiträge für Soundtracks
- Bodies The One, Triple xXx, Stop-Loss, Fahrenheit 9/11, Rambo, (ECW), (WWE)
- Sinner (The One)
- Step Up (The Punisher, WWE WrestleMania XX)
- Man Without Fear (Daredevil)
- Full Circle (The Fighters)
- Break You (The Scorpion King)
- Rise Up (SmackDown, WWE)
- Feel Like I Do (Saints Row: The Third)

## Auszeichnungen für Musikverkäufe
| Platin-Schallplatte - Neuseeland - 2022: für die Single Bodies |

Anmerkung: Auszeichnungen in Ländern aus den Charttabellen bzw. Chartboxen sind in ebendiesen zu finden.
| Land/RegionAuszeichnungen für Musikverkäufe (Land/Region, Auszeichnungen, Verkäufe, Quellen) | Silber  | Gold  | Platin     | Verkäufe  | Quellen          |
| -------------------------------------------------------------------------------------------- | ------- | ----- | ---------- | --------- | ---------------- |
| Neuseeland (RMNZ)                                                                            | —       | —     | Platin1    | 30.000    | radioscope.co.nz |
| Vereinigte Staaten (RIAA)                                                                    | —       | —     | 2× Platin2 | 2.000.000 | riaa.com         |
| Vereinigtes Königreich (BPI)                                                                 | Silber1 | Gold1 | —          | 460.000   | bpi.co.uk        |
| Insgesamt                                                                                    | Silber1 | Gold1 | 3× Platin3 |           |                  |